# Тафт (Флорида)
Тафт (англ. Taft) — статистически обособленная местность, расположенная в округе Ориндж (штат Флорида, США) с населением в 1938 человек по статистическим данным переписи 2000 года.

## География
По данным Бюро переписи населения США статистически обособленная местность Тафт имеет общую площадь в 2,59 квадратных километров, водных ресурсов в черте населённого пункта не имеется.
Статистически обособленная местность Тафт расположена на высоте 29 м над уровнем моря.

## Демография
По данным переписи населения 2000 года в Тафтe проживало 1938 человек, 463 семьи, насчитывалось 678 домашних хозяйств и 729 жилых домов. Средняя плотность населения составляла около 748,26 человек на один квадратный километр. Расовый состав населённого пункта распределился следующим образом: 84,88 % белых, 6,66 % — чёрных или афроамериканцев, 1,08 % — коренных американцев, 1,70 % — азиатов, 0,36 % — выходцев с тихоокеанских островов, 0,62 % — представителей смешанных рас, 4,70 % — других народностей. Испаноговорящие составили 15,38 % от всех жителей статистически обособленной местности.
Из 678 домашних хозяйств в 29,4 % воспитывали детей в возрасте до 18 лет, 42,6 % представляли собой совместно проживающие супружеские пары, в 17,8 % семей женщины проживали без мужей, 31,6 % не имели семей. 19,2 % от общего числа семей на момент переписи жили самостоятельно, при этом 4,7 % составили одинокие пожилые люди в возрасте 65 лет и старше. Средний размер домашнего хозяйства составил 2,86 человек, а средний размер семьи — 3,20 человек.
Население статистически обособленной местности по возрастному диапазону по данным переписи 2000 года распределилось следующим образом: 25,6 % — жители младше 18 лет, 8,8 % — между 18 и 24 годами, 32,9 % — от 25 до 44 лет, 23,6 % — от 45 до 64 лет и 9,1 % — в возрасте 65 лет и старше. Средний возраст жителей составил 34 года. На каждые 100 женщин в Тафтe приходилось 113,4 мужчин, при этом на каждые сто женщин 18 лет и старше приходилось 116,0 мужчин также старше 18 лет.
Средний доход на одно домашнее хозяйство статистически обособленной местности составил 32 500 долларов США, а средний доход на одну семью — 32 250 долларов. При этом мужчины имели средний доход в 25 438 долларов США в год против 25 893 доллара среднегодового дохода у женщин. Доход на душу населения статистически обособленной местности составил 32 500 долларов в год. 14,8 % от всего числа семей в населённом пункте и 14,3 % от всей численности населения находилось на момент переписи населения за чертой бедности, при этом 16,1 % из них были моложе 18 лет и 8,4 % — в возрасте 65 лет и старше.